# Музика тишине (новела)
Музика тишине (енгл. The Slow Regard of Silent Things) је фантастична новела америчког писца Патрика Ротфуса, први пут објављена 28. октобра 2014. године, која служи као додатак његовом серијалу Хроника о краљоубици. Књигу је у Србији објавила издавачка кућа Лагуна 12. јуна 2015. године, у преводу Весне Стојковић.

## Премиса
Дубоко испод Универзитета постоји једно мрачно место. Мало њих зна за њега: испрекидана мрежа древних ходника и напуштених соба. Једна девојка живи тамо, скривена међу тунелима који се Доле простиру унедоглед, ушушкана у срцу овог заборављеног места. Име јој је Ори и крије много тајни.
Музика тишине је кратак, сетан поглед на Орин живот, њена мала авантура. Истовремено пуна радости и претње, ова прича нам приказује свет виђен њеним очима. И даје нам прилику да сазнамо ствари које само Ори зна.

## Структура
Писање повремено клизи у поетски ток када описује мале ствари у Орином свакодневном животу. Како сам Патрик Ротфус каже, ова књига не чини оно што „правилна књига треба да ради”, тако да заправо нема јасну фабулу. Прича се не може лако поделити на почетак, средину и крај и нема прави врхунац. Док књиге Хронике о краљоубици развијају заплет и више ликова, ова новела истражује један лик, описујући свакодневни живот главне јунакиње, показујући њен поглед на свет и начин на који њен ум функционише.

## Позадина и публикација
Године 2012, Џорџ Р. Р. Мартин и Гарднер Дозоа, ко-уредници серије антологија различитих жанрова, позвали су Патрика Ротфуса да допринесе њиховој антологији под називом Rogues, на шта је Ротфус пристао. Првобитно је планирао да напише причи о Ори, за коју је мислио да ће бити добар додатак неким другим традиционалнијим ликовима лупежима у антологији. Међутим, након што је Ротфус почео да пише причу, она је премашила број речи за антологију и прича је отишла у другом смеру од тражене теме. Затим је одлучио да уместо тога напише причу о Басту, која је на крају постала приповетка „The Lightning Tree” и која је објављена у Rogues-у у јуну 2014. године.
Након тога, Ротфус је наставио рад на трећој књизи трилогије, Камена врата, али му је полунедовршена прича о Ори заголицала пажњу и на крају се вратио да је заврши. Када је у фебруару 2013. додао завршне детаље у причу, смислио је радни наслов Тежина њене жеље, фразу која се појављује у првом и последњем поглављу књиге. Подстакнут повратним информацијама своје пријатељице и математичарке Вај Харт, он је представио причу свом агенту, а затим и свом уреднику, који су били одушевљени њоме.
Ротфус је упознао свог пријатеља и илустратора Нејта Тејлора са причом и замолио га да направи илустрације за књигу. Ротфус је био јасан по питању тога да не жели слике Ори или било које собе у Доле. За финализацију илустрација било је потребно око два месеца. Прича је на крају објављена као самостална новела Музика тишине у новембру 2014. године.

## Пријем
Књига је дебитовала на другом месту на листи бестселера са тврдим повезом новина The New York Times отприлике три недеље након објављивања. Провела је месец дана на листи пре него што је испала из првих 15.
Новела је наишла на позитивне рецензије критичара. Марк Алпин из Fantasy Faction-а био је импресиониран Ротфусовим писањем, наводећи да су „број прелепих метафора, аутентичност Ориног гласа и емоција које прича изазива јаки колико се и могло очекивали”. Алистер Дејвисон из часописа Starbust Magazine пише: „Одлично је написана, проза се на местима граничи са поетским... Постоји осећај да је Ротфус одабрао сваку реч са великом пажњом и прецизношћу, користећи их да исприча причу која је лирична, срчана и јединствена”.